# Hard 'n' Heavy
Hard 'n' Heavy is een computerspel dat werd ontwikkeld door reLINE Software en uitgegeven door Rainbow Arts Software. Het spel kwam in 1989 uit voor de Commodore Amiga, Atari ST en de Commodore 64. De speler bestuurt een robot en moet door vijf werelden rennen. Onderweg kunnen diamanten worden verzameld of muren uit de weg worden geruimd. Bij een bepaalde hoeveelheid diamanten kan een extra leven verdient worden.

## Platforms
| Platform     | Jaar |
| ------------ | ---- |
| Amiga        | 1989 |
| Atari ST     | 1989 |
| Commodore 64 | 1989 |

## Ontvangst
| Beoordeeld door | Platform     | Datum          | Score |
| --------------- | ------------ | -------------- | ----- |
| Pixel-Heroes.de | Commodore 64 | november 2003  | 80%   |
| Pixel-Heroes.de | Amiga        | november 2003  | 80%   |
| Power Play      | Amiga        | september 1989 | 73%   |
| Power Play      | Commodore 64 | april 1989     | 71%   |
| Power Play      | Atari ST     | 1989           | 64%   |